# Michelle Goos
Michelle Goos (* 27. Dezember 1989 in Amsterdam) ist eine ehemalige niederländische Handballspielerin, die dem Kader der niederländischen Nationalmannschaft angehörte.

## Karriere
Michelle Goos spielte anfangs beim niederländischen Verein VOC Amsterdam. Mit VOC Amsterdam gewann die Außenspielerin dreimal die niederländische Meisterschaft, einmal den niederländischen Pokal sowie viermal den niederländischen Supercup. Im Sommer 2016 verließ sie VOC nach insgesamt 22 Jahren und schloss sich dem deutschen Bundesligisten Buxtehuder SV an. Mit dem BSV gewann sie 2017 den DHB-Pokal. Ab dem Sommer 2018 lief sie für die Neckarsulmer Sport-Union auf. Im Sommer 2020 kehrte sie zu VOC Amsterdam zurück. Dort beendete sie zwei Jahre später ihre Karriere.
Goos gab am 19. November 2009 ihr Debüt für die niederländische Nationalmannschaft, für die sie 140 Treffer in 83 Länderspielen erzielte. Mit der niederländischen Auswahl belegte sie den 2. Platz bei der Weltmeisterschaft 2015 in Dänemark sowie den 4. Platz bei den Olympischen Spielen 2016 in Rio de Janeiro. Bei der Europameisterschaft 2016 gewann sie die Silbermedaille.